# Бурлю-Тобинский район
Бурлютобинский (Бурлю-Тобинский) район (каз. Бөрілітөбе ауданы) — административная единица Алма-Атинской и Талды-Курганской областей, существовавшая в 1933—1959 и 1972—1997 годах.

## История
Бурлю-Тобинский район был образован 16 ноября 1933 года в составе Алма-Атинской области Казакской АССР. В его состав вошли следующие территории:
- из Аксуйского района — аулсовет № 21 и Матайский поссовет;
- из Каратальского района — аулсоветы № 8 и № 9, Бурлю-Тюбинский поссовет;
- из Чубартауского района — аулсоветы № 6 и № 9.

19 ноября 1933 года аулсоветы были переименованы: № 6 — в Майкамысский, № 8 — в Кзыл-Балыкский, № 9 (Каратальского района) — в Балхашский, № 9 (Чубартауского района) — в Карачаганский, № 21 — в Кок-Жиденский.
В 1934 году был образован Лепсинский п/с.
В 1935 году из Коунрадского района Каркаралинского округа в Бурлю-Тобинский районы был передан аулсовет имени 8 марта.
В 1936 году а/с имени 8 марта был возвращён в Коунрадский район.
20 декабря 1937 года селение Бурлю-Тюбе получило статус рабочего посёлка.
14 ноября 1938 года статус рабочих посёлков получили станции Лепсы, Или, Сары-Узек, Матай Туркестано-Сибирской железной дороги.
В 1940 году был образован Кок-Терекский а/с.
22 апреля 1941 году центр района был перенесён в р.п. Лепсы.
В 1943 году из Карагандинской области в Бурлю-Тобинский район был передан рабочий посёлок Саяк.
15 марта 1944 года Бурлю-Тобинский район был передан в Талды-Курганскую область. В том же году р.п. Саяк стал сельским населённым пунктом.
В 1949 году был упразднён Бурлю-Тобинский п/с. Образован рабочий посёлок Мулалы.
В 1954 году были упразднены Балхашский и Майкамысский а/с.
6 июня 1959 года в связи с ликвидацией Талды-Курганской области Бурлю-Тобинский район отошёл к Алма-Атинской области.
30 декабря 1959 года (Указ от 16 февраля 1960 года) Бурлю-Тобинский район был упразднён, а его территория разделена между Аксуским, Капальским и Каратальским районами.
10 марта 1972 года Бурлютобинский район был восстановлен в составе Талды-Курганской области. В него вошли следующие территории:
- из Аксуского района — Кураксуский с/с, Матайский п/с;
- из Алакульского района — пгт Актогай;
- из Андреевского района — Карашиганский, Кокжиденский, Коктерекский с/с, Лепсинский п/с;
- из Капальского района — Мулалинский с/с;
- из Каратальского района — Канбактинский и Кзылбалыкский с/с.

В том же году Канбактинский с/с был возвращён в Каратальский район.
В 1977 году был образован Егинсуский с/с. Мулалинский п/с был упразднён, а р.п. Мулалы передан в Капальский район.
В 1987 году пгт Актогай был передан в Таскескенский район Семипалатинской области.
7 октября 1993 года Бурлютобинский район был переименован в Борлитобинский район.
28 февраля 1997 года Борлитобинский район был упразднён, при этом его территория была разделена между Аксуским, Капальским, Каратальским и Саркандским районами.